# The Great Southern Trendkill
The Great Southern Trendkill  osmi je studijski album američkog heavy metal sastava Pantera, objavljen 7. svibnja 1996. pod izdavačkom kućom EastWest Records. 

## O albumu
Album se nalazio na 4. mjestu Billboard 200 top liste. Zbog loših odnosa s ostatkom sastava, pjevač Phil Anselmo je vokale snimio u New Orleansu, a Dimebag, Rex Brown i Vinnie Paul u Dallasu.
Neke od teme pjesama su Anselmov negativni stav prema medijima ("War Nerve"), samoubojstvo ("Suicide Note Pt. I"), upotreba droga ("10's", "Living Through Me (Hell's Wrath)") te smak svijeta ("Floods"). "Floods" je ujedno i najduža pjesma na albumu, s jednom od najboljih Dimebagovih solaža, koju je magazin Guitar World proglasio 15. najboljom svih vremena.

## Popis pjesama
| 1.    | »The Great Southern Trendkill«     | 3:46 |
| 2.    | »War Nerve«                        | 4:53 |
| 3.    | »Drag the Waters«                  | 4:55 |
| 4.    | »10's«                             | 4:49 |
| 5.    | »13 Steps to Nowhere«              | 3:37 |
| 6.    | »Suicide Note, Pt. 1«              | 4:44 |
| 7.    | »Suicide Note, Pt. 2«              | 4:19 |
| 8.    | »Living Through Me (Hell's Wrath)« | 4:50 |
| 9.    | »Floods«                           | 6:59 |
| 10.   | »The Underground in America«       | 4:33 |
| 11.   | »(Reprise) Sandblasted Skin«       | 5:39 |
| 53:01 |                                    |      |

## Top liste
| Godina | Top lista     | Pozicija |
| ------ | ------------- | -------- |
| 1996.  | Billboard 200 | 4.       |

## Produkcija
Pantera
- Phil Anselmo – vokal
- Dimebag Darrell – gitara, prateći vokal
- Rex Brown – bas-gitara, prateći vokal
- Vinnie Paul – bubnjevi

Gosti
- Seth Punam (Anal Cunt) - dodatni vokal na "The Great Southern Trendkill" "War Nerve", "13 Steps to Nowhere" i "Suicide Note Pt. II".
- Big Ross - klavijature na "Suicide Note Pt. I" i "Living Through Me (Hell's Wrath)" .